# Les Idoles (pièce de théâtre, 2018)
Pour les articles homonymes, voir Les Idoles.
Les Idoles est une pièce de théâtre de Christophe Honoré créée en septembre 2018 et reprise en 2025.
Elle vaut à Marina Foïs le Molière de la comédienne (théâtre public) en 2019.

## Argument
Les Idoles met en scène un purgatoire dans lequel se retrouve des personnalités mortes du sida : Jacques Demy, Bernard-Marie Koltès, Hervé Guibert, Jean-Luc Lagarce, Cyril Collard, Serge Daney.

## Distribution (2018)
Théâtre de l'Odéon du 11 au 28 juin 2020
- Harrison Arévalo : Cyril Collard
- Marlène Saldana : Jacques Demy
- Youssouf Abi-Ayad : Bernard-Marie Koltès
- Marina Foïs : Hervé Guibert
- Julien Honoré : Jean-Luc Lagarce
- Jean-Charles Clichet : Serge Daney

## Distribution (2025)
Théâtre de la Porte Saint Martin du 18 janvier au 06 avril 2025
- Harrison Arévalo : Cyril Collard
- Marlène Saldana : Jacques Demy
- Paul Kircher : Bernard-Marie Koltès
- Marina Foïs : Hervé Guibert
- Julien Honoré : Jean-Luc Lagarce
- Jean-Charles Clichet : Serge Daney
- Lucas Ferraton : Bambi Love